# 梁厚民
梁厚民（1940年—2017年9月7日）河北玉田人，中华人民共和国曲艺演员，主要擅长快板书。

## 生平
梁厚民自幼喜爱文艺，曾从事笛子、箫独奏，以及民族舞蹈、京剧、评剧、话剧、山东快书、相声、快板、快板书等的表演。1960年，考入北京矿业学院地质系。毕业后不顾家人反对，投身艺术界，学习快板书。梁厚民多次骑自行车从北京去天津，向快板书大师李润杰学习。他先后在北京农村文化工作队、北京文工团担任演员。1969年，在北京曲艺团任快板书演员。1985年，拜高凤山为师。1963年起，以快板书为主要擅长曲种。他是一级演员、中国曲艺家协会会员、北京曲艺家协会理事、北京大学中文系兼职教师、北京对外友协理事，曾任崇文区政协常委。
梁厚民曾获全国优秀短篇曲艺创作奖、中青年优秀表演奖、北京市文艺调演荣誉奖、北京市新编曲艺调演获奖并获中共北京市委表彰名册。2009年，获北京曲艺家协会授“杰出成就艺术家”称号。
梁厚民有相声演员李菁等众多弟子。2013年，54岁的演员梁天拜师梁厚民，成为梁厚民的关门弟子。
2017年9月7日，梁厚民在北京因心脏病突发逝世，享年76岁。

## 作品
梁厚民最知名的快板书节目是他自己创作的《奇袭白虎团》，这是梁厚民根据山东省京剧团同名京剧剧本改编，他在其中加入了不少京剧动作如旋子、小翻儿等等，该作品是梁厚民的成名作。梁厚民一直坚持创作，由他主演主创的节目主要有《奇袭白虎团》、《大闹药王庙》、《炒电车》、《犟姑娘》、《争夺》、《百年大计》、《西安事变》、《幸福属于谁》、《倔闺女》、《人间真情》等快板书60多段，都在广播电台录音、在电视台录像，并录制为唱盘。